# Complotul secuiesc
Complotul secuiesc sau Complotul lui Makk (în maghiară Makk-féle összeesküvés) a fost o încercare a lui József Makk⁠(hu)[traduceți] de a reporni mișcările antihabsburgice după înfrângerea Revoluției Maghiare din 1848.

## Istoric

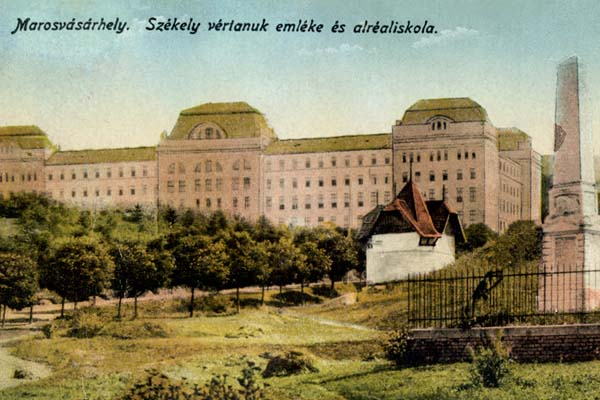
Locul execuției pe o carte poștală

După înfrângerea Revoluției Maghiare din 1848–1849 personajele emigrate, care au participat în mod activ la întâmplările revoluției, au încercat să organizeze un complot antihabsburgic. Datorită spionului Mihály Bíró, autoritățile austriece au descoperit inițiativa și pe baza unor documente găsite în casa lui József Makk din București, au putut demara ancheta. În urma anchetei cinci persoane au fost condamnate la moarte. Mihály Gálffy, Károly Horváth și János Bágyi Török au fost executați în date de 10 martie 1854 la marginea orașului Târgu Mureș pe locul numit Postarét, iar Ferenc Bartalis și József Várady la Sfântu Gheorghe în data de 24 aprilie 1854.
În anii 1870 locuitorii orașului Târgu Mureș au început strângerea de fonduri pentru marcarea locului unde cele trei târgumureșeni au fost executați și pentru acest scop au organizat o comisie. La data de 10 august 1873 sculptorul Zsigmond Aradi a acceptat propunerea venită din partea comisiei de a crea monumentul secuilor martiri. În cadrul unui festivitate obeliscul înalt de 6 m a fost dezvelit în 27 iunie 1875.